# سیارک ۲۱۹۱۴
سیارک ۲۱۹۱۴ (به انگلیسی: 21914 Melakabinoff، نامگذاری:1999VX34) بیست و یک هزار و نهصد و چهاردهمین سیارک کشف شده‌است که در ۳ نوامبر ۱۹۹۹ کشف شد.
قدر مطلق سیارک برابر ۱۷.۰ است.